# Astydamas
Astydamas (en grec ancien Ἀστυδάμας) est le nom de deux poètes tragiques grecs antiques ayant vécu aux Ve – IVe siècles av. J.-C., le premier (Astydamas l'Ancien) étant le père du second (Astydamas le Jeune).
Selon la Souda, Astydamas l'ancien est un Athénien, fils de Morsimos (lui-même fils de Philoclès). Il aurait composé 240 tragédies et remporté 15 fois la palme aux concours de tragédies attiques. On ignore quels sujets il traitait dans ses pièces.
Astydamas l'ancien est aussi l'auteur d'une épigramme conservée dans l’Anthologie grecque (Anal. III, 329).
Astydamas eut un fils, nommé lui aussi Astydamas (dit Astydamas le jeune). Ce fils aurait également composé des tragédies selon la Souda, qui donne quelques titres de pièces : Héraclès satyrique, Les Épigones, Ajax furieux, Bellérophon, Tyrô, Alcmène, Phoenix, Palamède.